# داريل مورفي
داريل مورفي (بالإنجليزية: Daryl Murphy)‏ (مواليد 15 مارس 1983) هو لاعب كرة قدم. يلعب مع منتخب جمهورية أيرلندا لكرة القدم. سبق له أن لعب في بطولة أمم أوروبا لكرة القدم 2016 مع منتخب بلاده.

## روابط خارجية
- داريل مورفي على موقع الاتحاد الدولي (مؤرشف)  (الإنجليزية)
- داريل مورفي على موقع الاتحاد الأوربي (الإنجليزية)
- داريل مورفي على موقع قاعدة بيانات كرة القدم.إي يو (الإنجليزية)
- داريل مورفي على موقع ناشيونال فوتبول تيمز (الإنجليزية)
- داريل مورفي على موقع Soccerbase.com (لاعب) (الإنجليزية)
- داريل مورفي على موقع Soccerway.com (الإنجليزية)
- داريل مورفي على موقع عالم كرة القدم.نت (الإنجليزية)
- داريل مورفي على موقع كووورة
- داريل مورفي على موقع AS.com (الإسبانية)